# 1989 en arts plastiques
| Années des arts plastiques : 1986 - 1987 - 1988 - 1989 - 1990 - 1991 - 1992    |
| Décennies des arts plastiques : 1950 - 1960 - 1970 - 1980 - 1990 - 2000 - 2010 |

Cette page concerne l'année 1989 en arts plastiques.

## Œuvres
- Mes vœux, création d'Annette Messager conservé au musée national d'Art moderne.

## Décès
- 10 janvier :
  - Kai Fjell, peintre, scénographe et illustrateur norvégien (° 2 mars 1907),
  - Lee Ungno, peintre, sculpteur, graveur, dessinateur et calligraphe abstrait sud coréen (° 12 janvier 1904),
- 20 janvier : Wenzel Profant, sculpteur et peintre luxembourgeois (° 21 juillet 1913),
- 23 janvier : Salvador Dalí, peintre espagnol (° 11 mai 1904),
- 29 janvier : Fritz Hug, peintre suisse (° 19 mars 1921),
- 28 février : Louis Thomas, architecte et peintre français (° 29 mars 1892),
- 1er mars : Roger Vieillard, graveur et illustrateur français (° 9 février 1907),
- 11 mars : Alfred Tinsel, peintre figuratif français (° 15 avril 1920),
- 12 mars : Pierre Spori, peintre, céramiste et dessinateur suisse (° 3 octobre 1923),
- 15 mars : Aart Glansdorp, peintre, dessinateur et maître de conférences néerlandais (° 3 juin 1903),
- 29 mars : Christian Frain de la Gaulayrie, peintre postimpressionniste français (° 6 novembre 1916),
- 5 avril : Jacques Thévenet, peintre, graveur et illustrateur français (° 17 octobre 1891),
- 6 avril : Henri Cadiou, peintre français (° 26 mars 1906),
- 16 avril : Suzanne Lalique-Haviland, illustratrice, décoratrice d'intérieur et peintre française (° 4 mai 1892),
- 26 avril : Tamiji Kitagawa, peintre japonais (° 17 janvier 1894),
- 12 mai : Georges Guiraud, sculpteur, médailleur et peintre français (° 5 août 1901),
- 13 mai : Robert Falcucci, peintre, illustrateur et affichiste français (° 10 avril 1900),
- 16 mai :
  - Marthe Lebasque, cantatrice d'opéra, peintre et sculptrice française (° 20 février 1895),
  - Théodore Strawinsky, peintre russe devenu suisse (° 24 mars 1907),
- 24 mai : Jean Baudet, peintre français de l'École de Paris (° 18 juillet 1914),
- 26 mai : Héctor Poleo, peintre vénézuélien (° 20 juin 1918),
- 28 mai : Gérard Schneider, peintre suisse (° 9 septembre 1898),
- 6 juin : Juan Navarro Ramón, peintre espagnol (° 21 février 1903),
- 8 juin :
  - Robert Micheau-Vernez, peintre, illustrateur, affichiste, céramiste et vitrailliste français (° 16 octobre 1907),
  - Macario Vitalis, peintre philippin (° 8 mars 1898),
- 18 juin : Jean Amblard, peintre français (° 26 juillet 1911),
- 20 juillet : Mercy Hunter, artiste, calligraphe et enseignante nord-irlandaise (° 22 janvier 1910),
- 21 juillet : Jean Urvoy, peintre, écrivain et graveur français (° 5 novembre 1898),
- 1er août : Karin Glasell, artiste textile et peintre suédoise (° 11 juillet 1912),
- 9 août : Karl Kvaran, peintre et dessinateur islandais (° 17 novembre 1924),
- 12 août : Henri Goetz, peintre et graveur français d'origine américaine (° 29 septembre 1909),
- 13 août : Ruth Brandt, artiste, peintre et enseignante irlandaise (° 22 juin 1936),
- 18 août : Max Douguet, officier de marine, explorateur et peintre français (° 16 juillet 1903),
- 29 août : Éliane Thiollier, peintre française (° 5 juin 1926),
- 30 août :
  - Joe De Santis, acteur et sculpteur américain (° 15 juin 1909),
  - Arsène Heitz, peintre français (° 20 septembre 1908),
- 31 août : Michele Cascella, peintre, aquarelliste et pastelliste italien (° 7 septembre 1892),
- 5 septembre :
  - Albert Genta, peintre français (° 13 septembre 1901),
  - Lily Unden, poétesse et peintre luxembourgeoise (° 26 février 1908),
- 3 octobre : Marco Lusini, peintre, sculpteur, photographe et poète italien (° 8 septembre 1936),
- 21 octobre : Mileta Andrejević, peintre serbe naturalisé américain (° 28 septembre 1925),
- 9 novembre : Dut, dessinateur de bandes dessinées et peintre français (° 10 juillet 1911),
- 10 novembre : Jacques Boussard, peintre figuratif français (° 3 février 1915),
- 12 novembre :
  - Božidar Jakac, peintre, graveur, professeur d'art, photographe et cinéaste austro-hongrois puis yougoslave (° 16 juillet 1899),
  - Raphaël Lonné, peintre français (° 4 mai 1910),
- 30 novembre :  Guillemette Morand, peintre française (° 1er juin 1911),
- 7 décembre : Hans Hartung, peintre français d'origine allemande (° 21 septembre 1904),
- 15 décembre : Emmanuel Bellini, peintre français (° 26 mars 1904),
- 18 décembre : Jean Smilowski, peintre français (° 19 février 1927),
- ? :
  - Pierre Arcambot, peintre français (° 27 mai 1914),
  - Benn, peintre français d'origine russe (° 1905),
  - Étienne Bouchaud, peintre et graveur français (° 15 février 1898),
  - Marcelle Cahen-Bergerol, peintre française (° 1900),
  - Rodolphe Caillaux, peintre expressionniste et lithographe français de l'école de Paris (° 11 novembre 1904),
  - Georges Delhomme, peintre français (° 10 février 1904),
  - Bocar Pathé Diong, peintre sénégalais (° 1946),
  - Amédée de Gislain, peintre et sculpteur sur bois français (° 20 mai 1895),
  - Roman Greco, peintre français d'origine roumaine (° 1904).
  - Lance Solomon, peintre paysagiste australien (° 27 janvier 1913).